# Val-de-Vie
Val-de-Vie è un comune francese di nuova costituzione in Normandia, dipartimento del Calvados, arrondissement di Lisieux. Il 1º gennaio 2016 è stato creato accorpando i comuni di La Brévière, La Chapelle-Haute-Grue, Sainte-Foy-de-Montgommery e Saint-Germain-de-Montgommery, che ne sono diventati comuni delegati.